# Jean Laverty
Pour les articles homonymes, voir Laverty.
Jean Laverty (née Gladys Laverty le 3 avril 1904, connue aussi sous le pseudonyme de Jean Bary et morte en 1973) est une actrice américaine active à Hollywood dans les années 1920 et 1930,.

## Biographie

### Débuts
Jean naît à Blue Lake (Californie), Elle grandit dans un petit village du comté de Humboldt, et fait ses débuts au théâtre. Elle joue dans des pièces lors de ses études, et a été à l'origine d'une polémique en posant pour des photographes dans le journal de son école,. À l'âge de 18 ans, elle décide de partir pour se lancer dans une carrière d'actrice.

### Carrière à Hollywood
Elle envisage un moment de travailler en tant que mannequin et se retire du monde du spectacle. À son arrivée à Los Angeles, elle décide de rester et d'acquérir de l'expérience dans le cinéma. Elle passe ses premières années à tenir des rôles secondaires dans des comédies de la Fox; puis en 1929 elle prend comme nom d'artiste Jean Bary, suivant la suggestion d'une voyante. Peu après son changement de nom, elle est retenue pour un rôle important dans le film de Raoul Walsh The Cock-Eyed World,. Son dernier rôle connu est dans After the Thin Man en 1936.

### Vie personnelle
En 1938, elle lance une action en justice contre William Hamilton, qui lui avait promis le mariage en décembre 1936 puis avait changé d'avis deux ans plus tard. Elle s'est finalement mariée avec William V. Muir. Elle meurt le 28 septembre 1973 à Pismo Beach.

## Filmographie

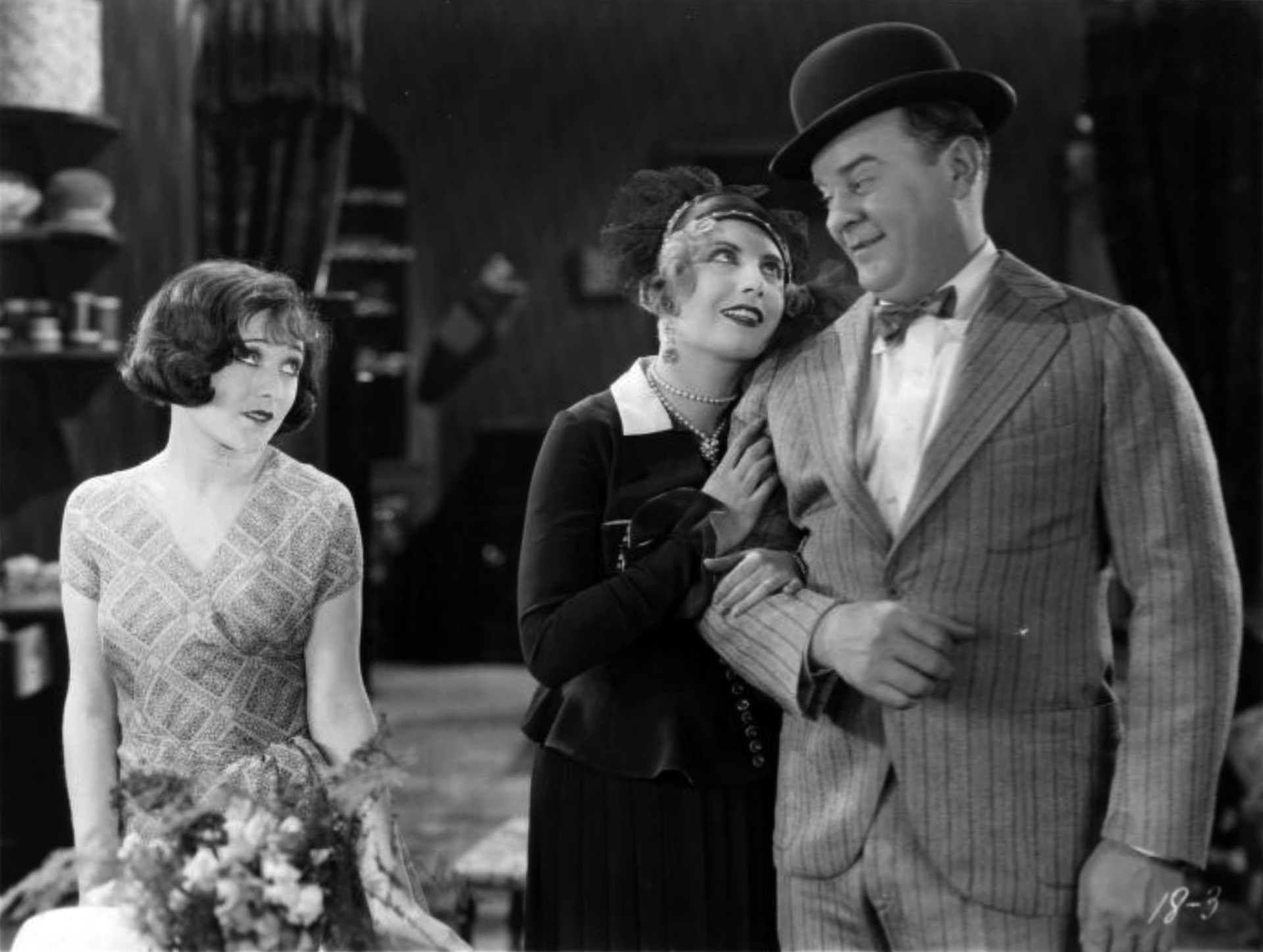
Sally O'Neil, Jean Laverty et Eddie Gribbon dans Bachelor's Paradise (1928).

- 1928 Quand la flotte atterrit (The Fleet's In) de Malcolm St. Clair
- 1928 The Goodbye Kiss de Mack Sennett
- 1928 Bachelor's Paradise[11] de George Archainbaud
- 1928 Un punch à l'estomac (So This Is Love?) de Frank Capra
- 1929 The Great Divide
- 1929 Why Leave Home? de Raymond Cannon
- 1929 Têtes brûlées (The Cock-Eyed World) de Raoul Walsh
- 1929 Prisoners
- 1929 Campus Knights
- 1929 Fugitives
- 1929 : Capitaine Swing (Captain Lash) de John G. Blystone
- 1930 Mothers Cry
- 1930 Scarlet Pages de Ray Enright
- 1930 Bright Lights
- 1930 Lilies of the Field de Alexander Korda
- 1931 June Moon
- 1932 The Famous Ferguson Case de Lloyd Bacon
- 1933 Strictly Personal
- 1935 Diamond Jim de A. Edward Sutherland
- 1936 Nick, gentleman détective (After the Thin Man) de W. S. Van Dyke
- 1936 Florida Special